# Уязд
У̀язд (на полски: Ujazd; на немски: Ujest) е град в Южна Полша, Ополско войводство, Стшелешки окръг. Административен център е на градско-селската Уяздка община. Заема площ от 14,76 км2.

## Население
Според данни от полската Централна статистическа служба, към 31 декември 2013 г. населението на града възлиза на 1 740 души. Гъстотата е 118 души/км2.